# Bačko Novo Selo
Bačko Novo Selo (in serbo Бачко Ново Село?) è un villaggio della Serbia situato nella municipalità di Bač nel Distretto della Bačka Meridionale, nella provincia di Voivodina. Il villaggio ha 1 228 abitanti, secondo il censimento del 2002.